# ウェリス上本町ローレルタワー
ウェリス上本町ローレルタワー (ウェリスうえほんまちローレルタワー) は、大阪府大阪市天王寺区上本町にある超高層マンション。

## 沿革・概要
上町筋沿いの角地にそびえるタワーマンション。2階にゲストルームやパーティルームなどを備え、4階から上が住戸となっている。建物の中心部に垂直エレベーター式の機械式駐車場を通し、三方から住戸が取り囲む形で南向き4戸、東・西向き住戸各2戸というフロアプランが基本。建物外観は、ランドスケープと一体となった基壇部、開放感のあるコーナーデザインと垂直性が強調されたマリオンによる中間部、透明感のあるガラス手摺と遠景からのランドマークとなるヘリポートデッキによる頂部の三層構成となっている。

## 建築概要
- 階数：地上41階地下1階
- 高さ：145.5メートル
- 総戸数：267戸
- 施主：NTT都市開発 ,近鉄不動産
- 設計：NTTファシリティーズ
- 施工：清水建設 ,奥村組 ,共立建設

## 近隣施設
- 上宮学園中学校・高等学校
- 清風中学校・高等学校
- 大阪市立夕陽丘中学校
- 大阪市立天王寺図書館